# آرساک-ون-وله
آرساک-ون-وله (به فرانسوی: Arsac-en-Velay) یک کمون در فرانسه است که در canton of Le Puy-en-Velay-Sud-Est واقع شده‌است. آرساک-ون-وله ۱۲٫۱۵ کیلومتر مربع مساحت دارد ۷۵۰ متر بالاتر از سطح دریا واقع شده‌است.